# JC Ngando
JC Ngando, all'anagrafe Jean-Claude Ngando Mbende (Douala, 20 novembre 1999), è un calciatore camerunese, centrocampista dei Vancouver Whitecaps.

## Carriera
Nato a Douala, è cresciuto nel settore giovanile dell'Amiens; dal 2017 al 2020 ha totalizzato 36 presenze e tre reti con la squadra riserve dei Licornes. Nel 2020 si trasferisce al Paris FC, che lo aggrega alla propria seconda squadra.
Agli inizi del 2021 si trasferisce negli Stati Uniti, dove gioca con i Greensboro Spartans, squadra che rappresenta l'Università della Carolina del Nord a Greensboro. Durante il periodo universitario, fa anche parte della rosa della seconda squadra del S.G. Tormenta, con cui realizza cinque reti in 11 incontri nell'USL League Two.
Il 21 dicembre 2022 viene scelto nel corso del 13º giro assoluto dell'MLS SuperDraft 2023 dai Vancouver Whitecaps, con gli Houston Dynamo che avrebbero ottenuto in cambio 125.000$ per la stagione 2023 e 100.000$ per la stagione 2024 per il General Allocation Money. Il 15 marzo debutta con i canadesi, disputando l'incontro di CONCACAF Champions League perso per 3-2 contro il Real España. Dieci giorni dopo debutta anche in MLS, in occasione dell'incontro pareggiato per 1-1 contro il Minnesota Utd.

## Statistiche

### Presenze e reti nei club
Statistiche aggiornate al 13 aprile 2025.
| Stagione                   | Squadra                    | Campionato                 | Campionato | Campionato | Coppe nazionali | Coppe nazionali | Coppe nazionali | Coppe continentali | Coppe continentali | Coppe continentali | Altre coppe | Altre coppe | Altre coppe | Totale | Totale |
| Stagione                   | Squadra                    | Comp                       | Pres       | Reti       | Comp            | Pres            | Reti            | Comp               | Pres               | Reti               | Comp        | Pres        | Reti        | Pres   | Reti   |
| -------------------------- | -------------------------- | -------------------------- | ---------- | ---------- | --------------- | --------------- | --------------- | ------------------ | ------------------ | ------------------ | ----------- | ----------- | ----------- | ------ | ------ |
| 2017-2018                  | Amiens 2                   | N3                         | 7          | 1          | -               | -               | -               | -                  | -                  | -                  | -           | -           | -           | 7      | 1      |
| 2018-2019                  | Amiens 2                   | N3                         | 21         | 2          | -               | -               | -               | -                  | -                  | -                  | -           | -           | -           | 21     | 2      |
| 2019-2020                  | Amiens 2                   | N3                         | 8          | 0          | -               | -               | -               | -                  | -                  | -                  | -           | -           | -           | 8      | 0      |
| Totale Amiens 2            | Totale Amiens 2            | Totale Amiens 2            | 36         | 3          |                 | -               | -               |                    | -                  | -                  |             | -           | -           | 36     | 3      |
| 2020-gen. 2021             | Paris FC 2                 | N3                         | 1          | 0          | -               | -               | -               | -                  | -                  | -                  | -           | -           | -           | 1      | 0      |
| 2022                       | S.G. Tormenta 2            | USL2                       | 11         | 5          | -               | -               | -               | -                  | -                  | -                  | -           | -           | -           | 11     | 5      |
| 2023                       | Vancouver Whitecaps        | MLS                        | 8          | 0          | CC              | 1               | 0               | CCL                | 3                  | 0                  | LC          | 2           | 0           | 14     | 0      |
| feb.-mar. 2024             | Vancouver Whitecaps        | MLS                        | 0          | 0          | CC              | 0               | 0               | CCC                | 1                  | 0                  | LC          | -           | -           | 1      | 0      |
| mar.-nov. 2024             | Las Vegas Lights           | USLC                       | 33+3       | 2          | USOC            | 2               | 0               | -                  | -                  | -                  | -           | -           | -           | 38     | 2      |
| 2025                       | Vancouver Whitecaps        | MLS                        | 7          | 0          | CC              | 0               | 0               | CCC                | 6                  | 0                  | -           | -           | -           | 13     | 0      |
| Totale Vancouver Whitecaps | Totale Vancouver Whitecaps | Totale Vancouver Whitecaps | 15         | 0          |                 | 1               | 0               |                    | 10                 | 0                  |             | 2           | 0           | 28     | 0      |
| Totale carriera            | Totale carriera            | Totale carriera            | 99         | 10         |                 | 3               | 0               |                    | 10                 | 0                  |             | 2           | 0           | 114    | 10     |

## Palmarès
- Canadian Championship: 1

Vancouver Whitecaps: 2023